# Karbenning
Karbenning eller Karbennings stationssamhälle är en småort i Karbennings socken, Norbergs kommun och Västmanland.

## Namnet
Namnets efterled -benning är ett bergslagsnamn som bara återfinns på arton platser runtom norra Västmanland och södra Dalarna. Det härleder från det tyska ordet böning, som använts som namn för platser där järnmalm har lagrats innan den skulle smältas i hyttan. Kar- härleder från Katarina eller Karin (Karinaeböning, 1461), och namnet tolkas därför ungefär som Karins hytta.

## Historik
Den första masugnen i Europa byggdes under 1100-talet i Lapphyttan, norr om bergsmansbyn Olsbenning, några kilometer norr om Karbenning. Hyttan fanns kvar till sent 1300-tal, och trakten har sedan dess varit präglad av järnhanteringen med många hyttor och relationer till det närliggande Högfors bruk. 
Karbenning är ett så kallat stationssamhälle, och växte upp kring en station på stambanan Örebro–Krylbo, som stod klar år 1900 och är ritad av Folke Zettervall. Efter en period utan tågförbindelser stannar tågen sedan 1994 åter vid stationen.
Karbenning blev omtalat 1987 på grund av protester mot Televerkets beslut att ta bort ortens enda telefonkiosk.

### Befolkningsutveckling
| Befolkningsutvecklingen i Karbenning 1960–2015 | Befolkningsutvecklingen i Karbenning 1960–2015 | Befolkningsutvecklingen i Karbenning 1960–2015 | Befolkningsutvecklingen i Karbenning 1960–2015 | Befolkningsutvecklingen i Karbenning 1960–2015 |
| ---------------------------------------------- | ---------------------------------------------- | ---------------------------------------------- | ---------------------------------------------- | ---------------------------------------------- |
|                                                |                                                |                                                |                                                |                                                |
| År                                             |                                                |                                                | Folkmängd                                      | Areal (ha)                                     |
| 1960                                           | 1960                                           |                                                | 216                                            |                                                |
| 1965                                           | 1965                                           |                                                | 232                                            |                                                |
| 1990                                           | 1990                                           |                                                | 158                                            | 22#                                            |
| 1995                                           | 1995                                           |                                                | 193                                            | 65#                                            |
| 2000                                           | 2000                                           |                                                | 167                                            | 64#                                            |
| 2005                                           | 2005                                           |                                                | 152                                            | 64#                                            |
| 2010                                           | 2010                                           |                                                | 133                                            | 64#                                            |
| 2015                                           | 2015                                           |                                                | 119                                            | 38#                                            |
| Anm.: Upphörde som tätort 1970. # Som småort.  |                                                |                                                |                                                |                                                |

## Samhället
Träföretaget AB Karl Hedin driver Karbenning Sågverk och Hyvleri i Karbenning. I orten finns järnvägsstation och bibliotek. 

## Bildgalleri

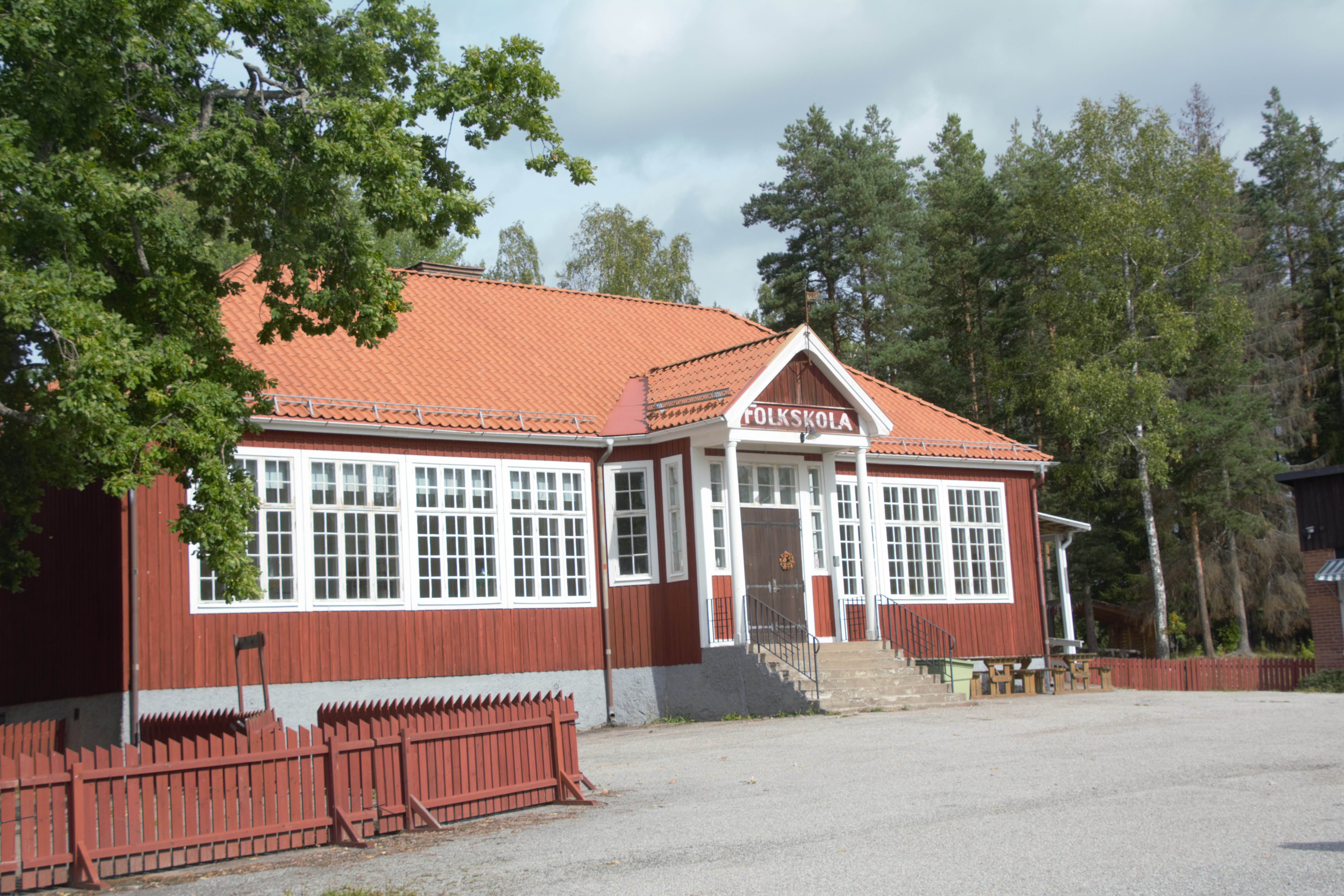
Nickebo folkskola
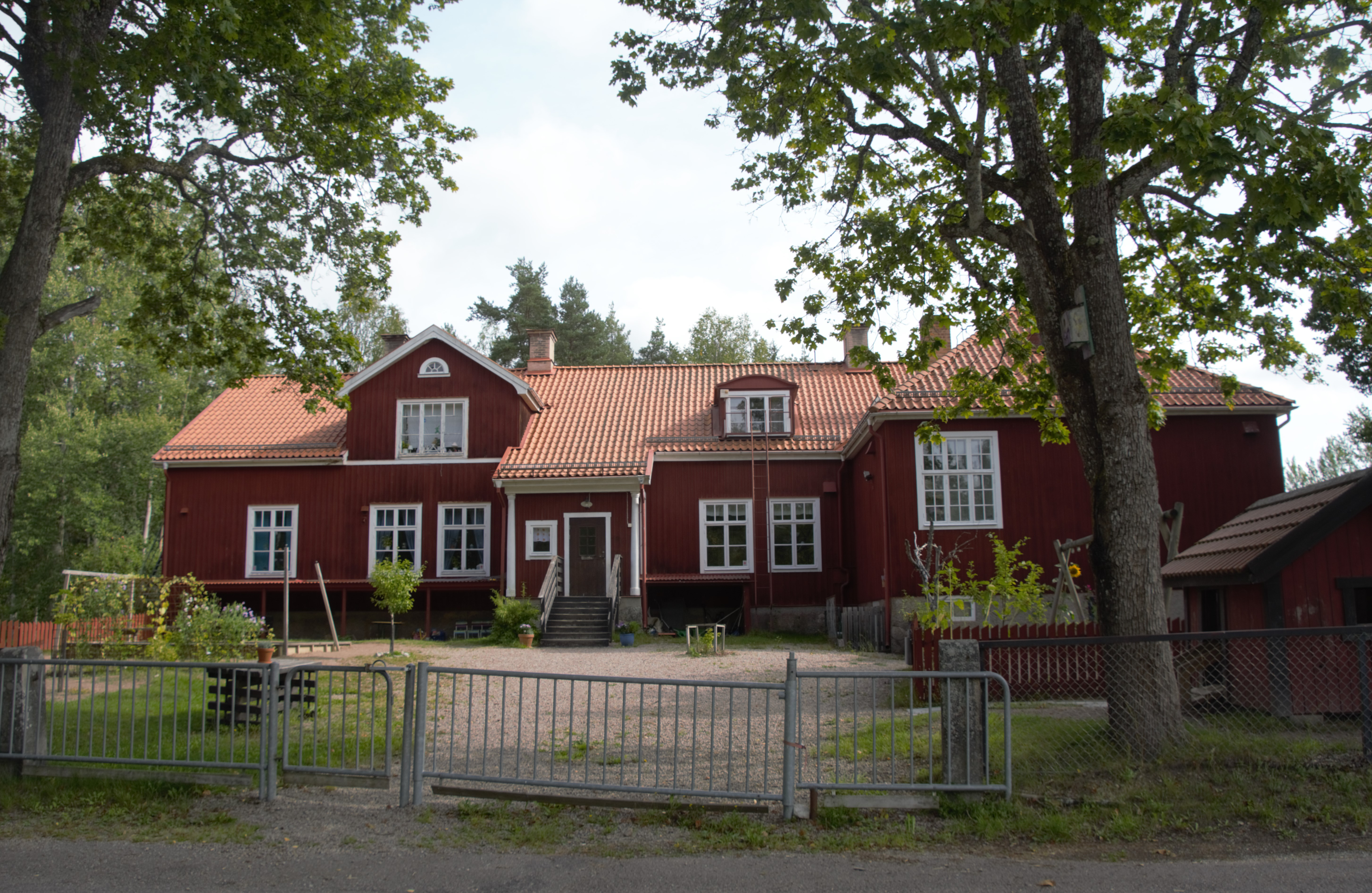
Karbennings bygdegård, tidigare flygel till Nickebo folkskola
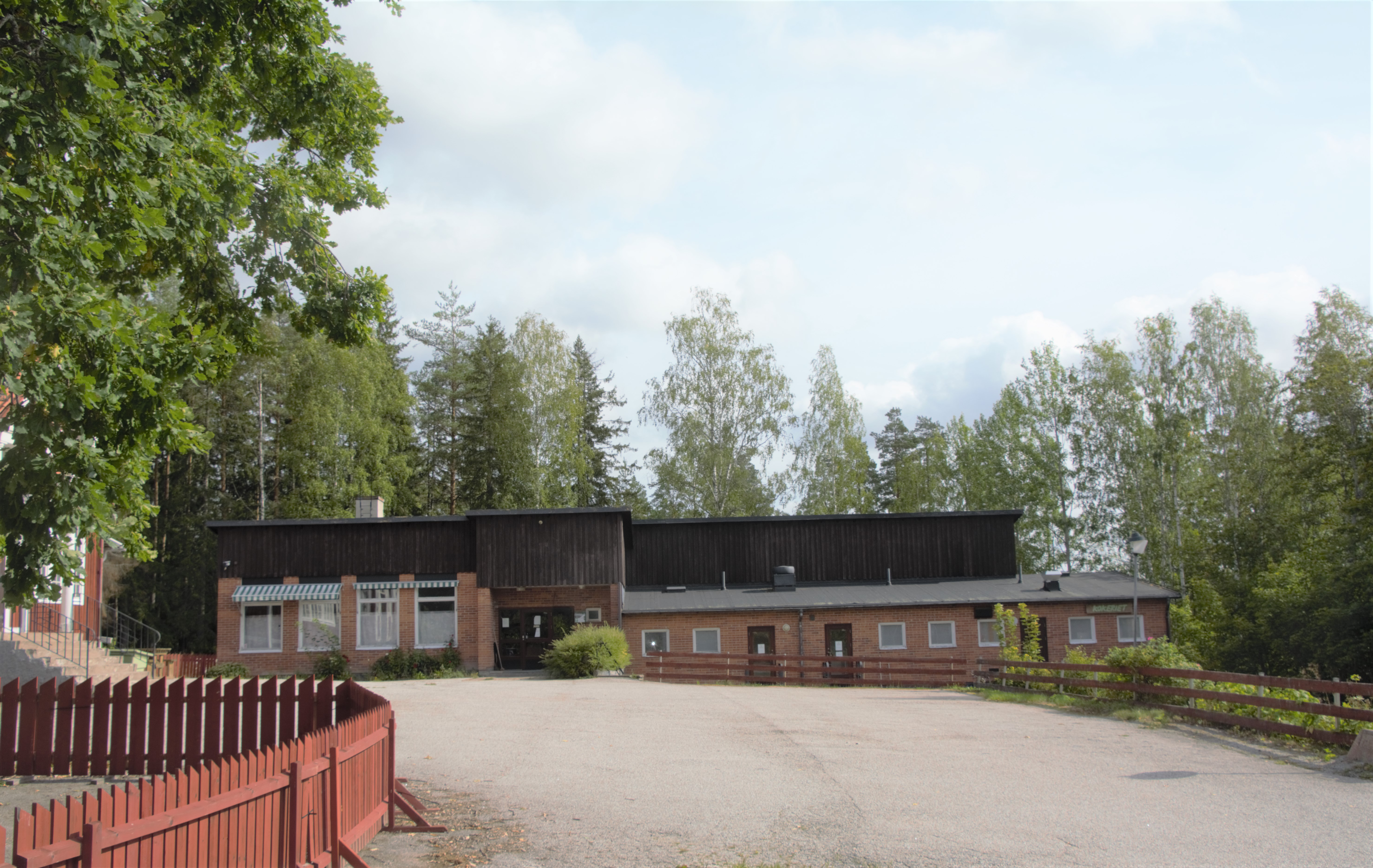
Nya skolan i Nickebo i Karbenning, numera förskola
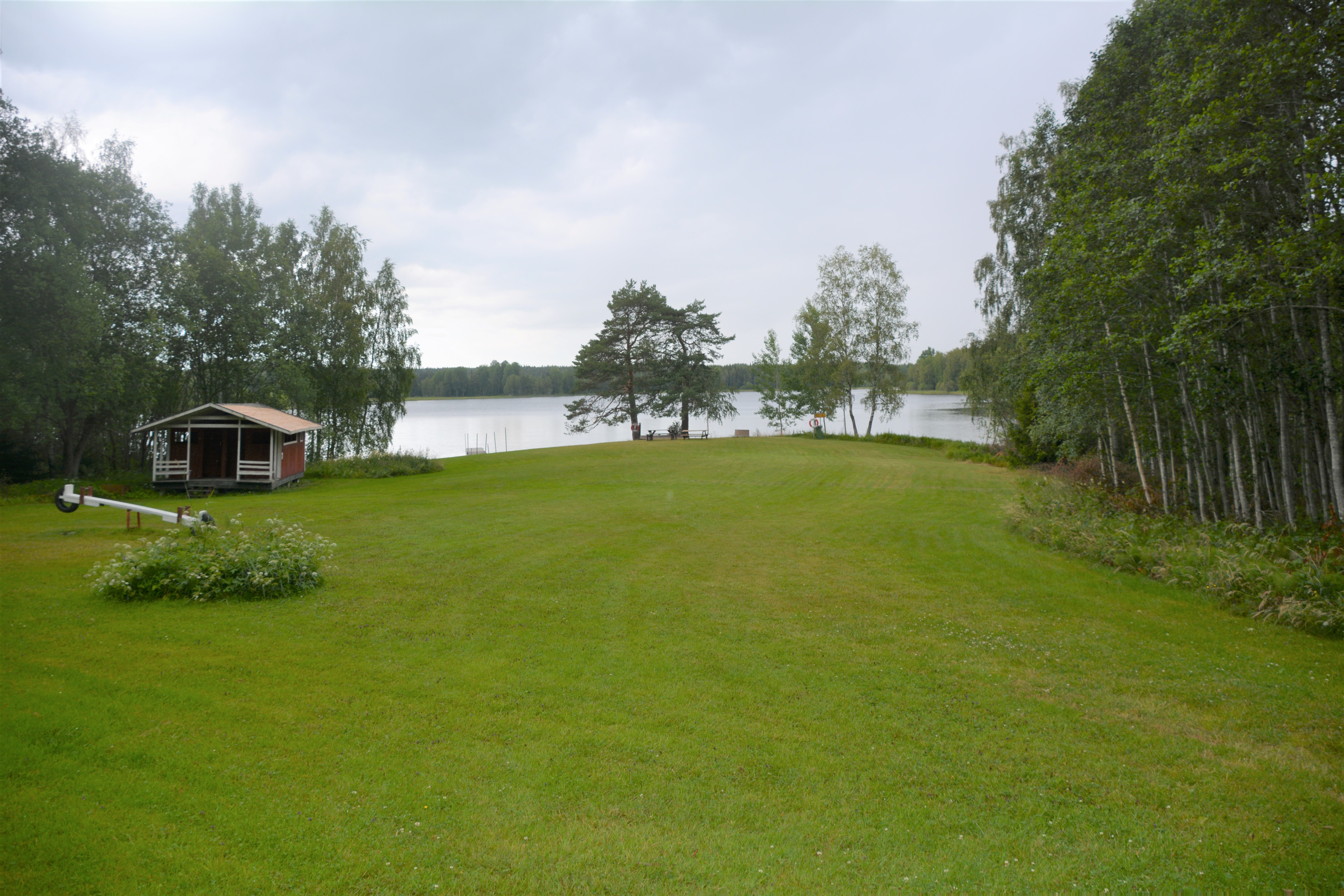
Bågenbadet i Bågen
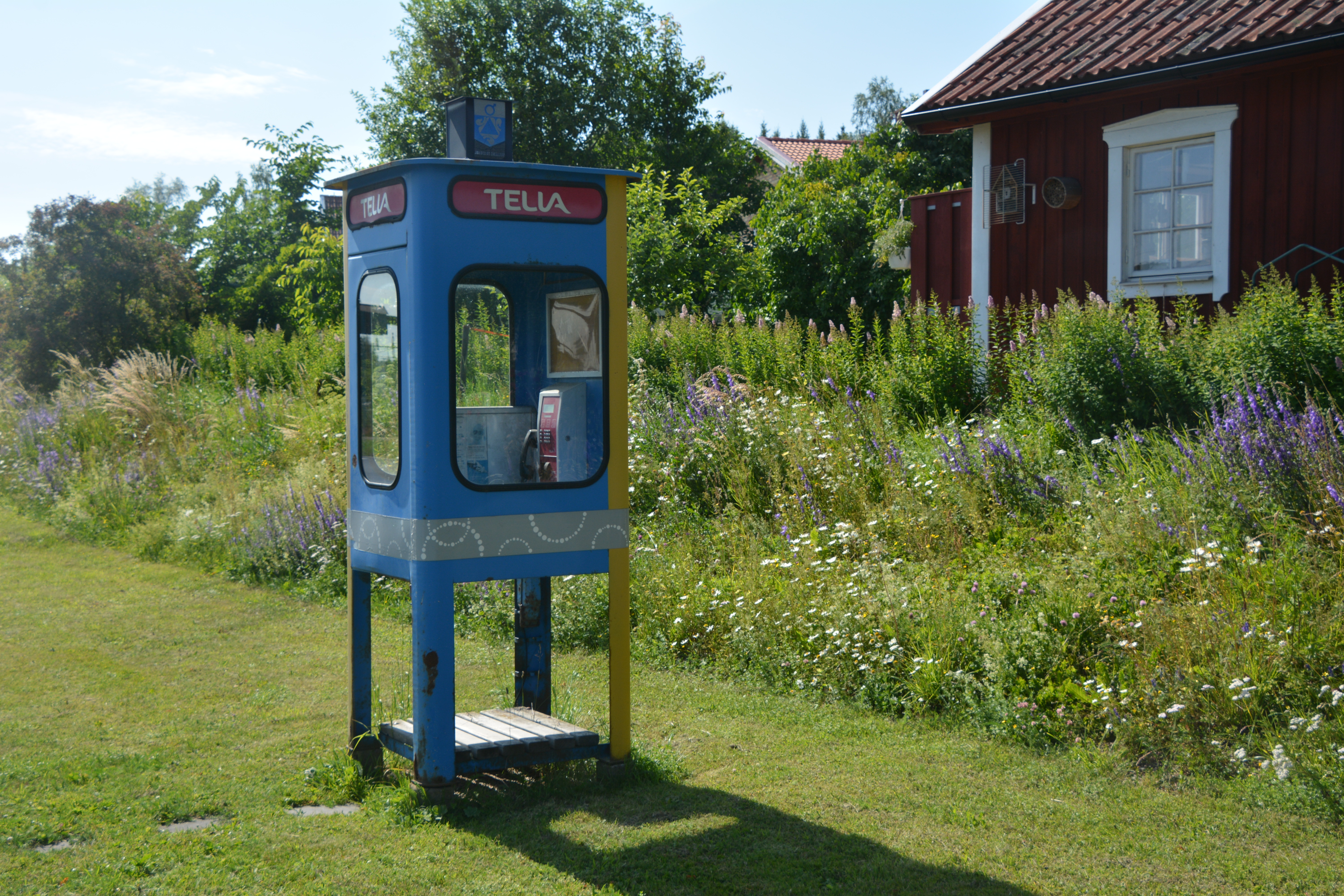
Telefonkiosken i Karbenning
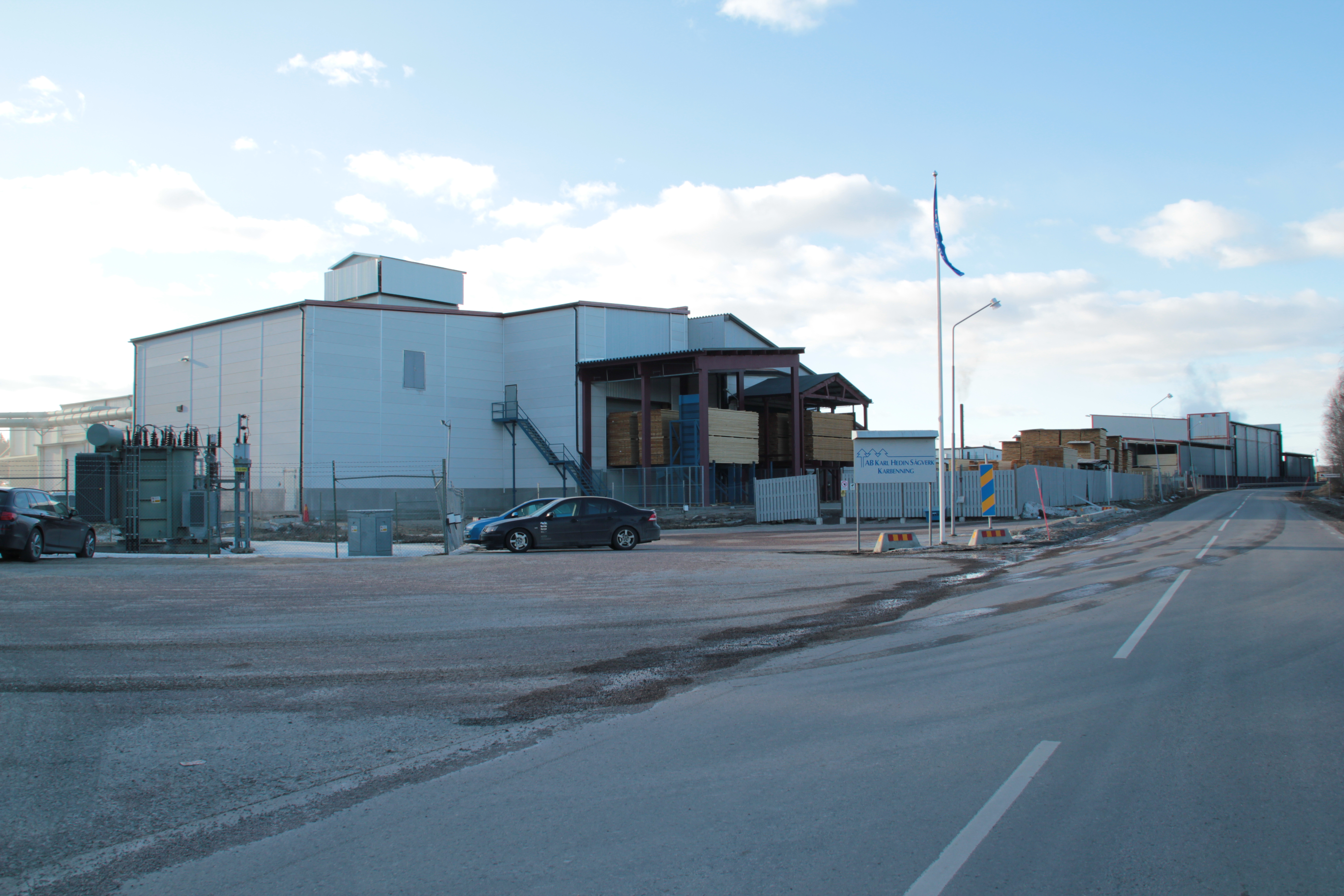
Karbenning Sågverk och Hyvleri